# Eubazus ochyrus
Eubazus ochyrus är en stekelart som beskrevs av Van Achterberg 2000. Eubazus ochyrus ingår i släktet Eubazus och familjen bracksteklar. Inga underarter finns listade i Catalogue of Life.